# Sjællandsderby
Sjællandsderby er navnet når de store hold i Region Sjælland mødes i fodbold.
Der er typisk tale om hold fra Superligaen og 1. division.
De største hold der er tale om er HB Køge, FC Roskilde, Næstved Boldklub og FC Vestsjælland.